# Dieu que les femmes sont amoureuses
Pour plus de détails, voir Fiche technique et Distribution.
Dieu que les femmes sont amoureuses est un film français réalisé par Magali Clément et sorti en 1994.

## Synopsis
Anne (Catherine Jacob) est une femme divorcée, mère de trois enfants, débordée par sa vie familiale et professionnelle (elle travaille pour la télévision). Entre son ex-mari Daniel, et son amant Régis, souvent absent, réapparaît dans sa vie Arthur, un homme qu'elle avait perdu de vue depuis huit ans.

## Fiche technique
- Réalisation : Magali Clément
- Assistants réalisation Fanny Aubrespin, Michel Cheyko et Hervé Gamondes
- Scénario : Magali Clément
- Montage : Amina Mazani
- Photographie : Pierre Lhomme
- Musique : Jean-Jacques Lemêtre
- Costumes : Clémentine Joya
- Casting : Françoise Ménidrey et François Michaud
- Maquillage : Fabienne Bressan, Paul Le Marinel et Nathalie Vidal
- Chef décoration : Bruno Bruneau
- Son : Vincent Arnardi, Christian Monheim et Henri Morelle
- Production / distribution : AMLF (France)
- Pays de production : France
- Durée : 90 minutes
- Genre : Comédie
- Date de sortie :
  - France : 1994

## Distribution
- Catherine Jacob : Anne
- Étienne Chicot : 	Arthur
- Mathieu Carrière  : Daniel
- Yves Beneyton	: Jacques
- Grace de Capitani  : Cathy
- Fiona Gélin : Fiona Gelin
- Pascale Audret : Mama
- Jean-Pierre Malo: Régis
- Judith Rémy: Mercedes
- David Carré : Simon
- Léa Jarleton : Lolotte
- Cathy Bodet :	Eva
- Justine Jarleton : Lily
- Henri-Edouard Osinski : Pierre-Louis
- John Fernie : Hervé